# Pavol Stričko
Pavol Stričko (* 7. srpna 1958) je bývalý československý fotbalista, obránce.

## Fotbalová kariéra
V lize hrál za Slavii Praha (1976–1982) a Tatran Prešov (1982–1988). V lize nastoupil ke 165 utkáním a dal 13 gólů. V Poháru UEFA odehrál 2 utkání. Za dorosteneckou reprezentaci nastoupil ke 23 utkáním.